# Koryta, Mladá Boleslav
Koryta là một làng thuộc huyện Mladá Boleslav, vùng Středočeský, Cộng hòa Séc.